# 傘繩上的鮮血
《傘繩上的鮮血》（英語：Blood on the Risers）是第二次世界大战期间有关美国伞兵的一首歌曲。

## 内容
此歌的曲调与《共和国战歌》相仿，讲述了一名新手伞兵在一次致命的跳伞训练中，由于降落伞未能打开而坠落身亡的故事。每一段歌词都描述了这名男子的死亡以及随后的身体状况。副歌模仿了《共和国战歌》中的副歌，将歌词“荣光，荣光，哈利路亚！他的真理在前进。”（"Glory, glory, hallelujah! His truth is marching on."）替换为“血淋淋，血淋淋，多么可怕的一种死法！但他再也不会跳了。”（"Gory, gory, what a hell of a way to die! He ain't gonna jump no more."）。
这首歌警示人们跳伞准备不当所带来的危险性。歌中主角几乎准确地完成了所有准备事项，但忘记系上可以自动展开主降落伞的开伞索。在跳伞过程中发现这个错误后，他又在错误的下落位置中展开了备用降落伞。但却被降落伞的顶篷和伞绳缠住，失控坠落，并在与地面碰撞时死亡。二战期间，美军所用的降落伞装备将备用降落伞存放在腰包中，因此在错误的下落位置中将之展开很容易导致类似歌曲中描述的事故。

## 现代用法
这首歌与所有现役美国空降部队有关，包括第82空降师、第173空降旅、第101空降师和第11空降师以及第120联合战术支援团（美国），亦与英国的空降部队有关。在多个拉丁美洲国家的空降部队中，这首歌被称为“Mancha Roja”（意为“红色污点”）。在西班牙，这首歌被称为“Sangre en las cuerdas”（“线上的血”）。

## 流行文化
这首歌曲曾出现在电视迷你剧《兄弟连》、电视连续剧《传教士》和视频游戏《兄弟连：进军 30 高地》中。唐纳德·伯吉特 (Donald Burgett) 的书《Currahee!: 诺曼底的尖叫鹰》和尼古拉斯·普罗菲特 (Nicholas Proffitt) 的越南战争小说《石头花园》中也提到过这首歌曲。
二战老兵文森特·斯佩兰萨 (Vincent Speranza) 于2019年录制了演唱这首歌的视频；截至2023年12月，该视频在YouTube上的观看次数已超过一百万次。斯佩兰萨后来录制了他自己版本的歌词。